# Lourenço Francisco de Almeida Castanho
Lourenço Francisco de Almeida Catanho (1816 — 16 de agosto de 1886) foi um magistrado e político brasileiro.
Foi vice-presidente da província do Piauí, exercendo a presidência interinamente, de 8 de outubro de 1856 a 10 de junho de 1857.
Era natural de Pernambuco.
Em 17 de agosto de 1877 foi empossado desembargador da Relação do Maranhão.
Faleceu aos 70 anos de idade, de lesão cardíaca, em São Luís do Maranhão.